# Soledad (Califòrnia)
Soledad és una població dels Estats Units a l'estat de Califòrnia. Segons el cens del 2006 tenia 28.075 habitants.

## Demografia
Segons el cens del 2000, Soledad tenia 11.263 habitants, 2.472 habitatges, i 2.242 famílies. La densitat de població era de 1.035,4 habitants/km².
Dels 2.472 habitatges en un 60,2% hi vivien nens de menys de 18 anys, en un 69,9% hi vivien parelles casades, en un 13,8% dones solteres, i en un 9,3% no eren unitats familiars. En el 7,2% dels habitatges hi vivien persones soles el 3,7% de les quals corresponia a persones de 65 anys o més que vivien soles. El nombre mitjà de persones vivint en cada habitatge era de 4,54 i el nombre mitjà de persones que vivien en cada família era de 4,58.
Per edats la població es repartia de la següent manera: un 36,7% tenia menys de 18 anys, un 12,9% entre 18 i 24, un 31,4% entre 25 i 44, un 13,1% de 45 a 60 i un 5,9% 65 anys o més.
L'edat mediana era de 25 anys. Per cada 100 dones de 18 o més anys hi havia 106,6 homes.
La renda mediana per habitatge era de 42.602 $ i la renda mediana per família de 41.188 $. Els homes tenien una renda mediana de 31.566 $ mentre que les dones 23.964 $. La renda per capita de la població era d'11.442 $. Entorn del 16,3% de les famílies i el 18,4% de la població estaven per davall del llindar de pobresa.

## Poblacions més properes
El següent diagrama mostra les poblacions més properes.